# Frisching (Patrizierfamilie)

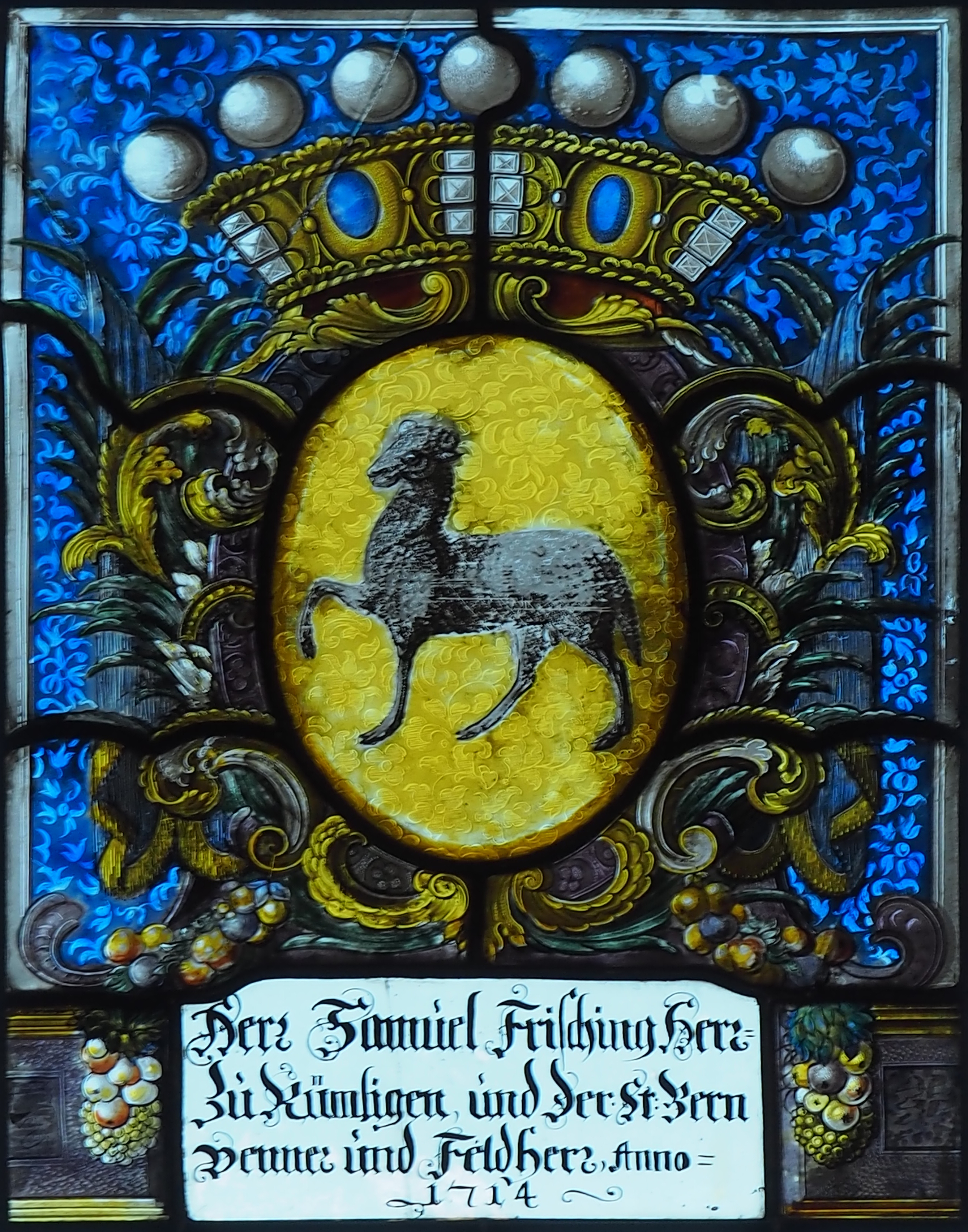
Wappen von Frisching in der Kirche Rothrist (1714)

Die Familie von Frisching (dialektal Früschig) ist eine Berner Patrizierfamilie, die seit dem 15. Jahrhundert das Burgerrecht der Stadt Bern besitzt und der Zunftgesellschaft zu Metzgern angehört.

## Geschichte
Die Frisching stammen vermutlich aus dem Niedersimmental, wo Mitglieder der Familie im 14. und in der ersten Hälfte des 15. Jahrhunderts als freie Landleute zu Diemtigen, Oey und Hüsern ansässig waren. 1390 erscheint erstmals der Geistliche Peter Frisching, Kirchherr zu Wahlern, 1393 Leutpriester zu Grafenried, 1400 Chorherr des Klosters Interlaken, 1390–1418 Probst des Augustiner-Chorherrenstifts Därstetten und dann Dekan in der Deutschordens-Kommende zu Köniz. Im Jahr 1393 erscheint er zum ersten Mal als Bürger von Bern. Als Probst von Därstetten siegelte er 1397 mit einem Widder im Wappen.
Kuno Frisching erscheint 1411 als Mitglied des Grossen Rates, Hans (oder Janno), gesessen zu Diemtigen und 1405 Venner des Niedersimmentals, war seit 1441 ebenfalls Bürger zu Bern. Die nachweisbare Stammlinie beginnt mit Peter, 1451 ebenfalls Mitglied des Grossen Rats, 1474 Auszüger der Gesellschaft zu Schuhmachern in der Schlacht von Erlincourt und 1470 in der Schlacht von Murten, wo er fiel. Laut Udelbuch besass er ein Haus «an der Märitgass sunnenhalb» und versteuerte mit seiner Frau ein Vermögen von 400 Gulden.

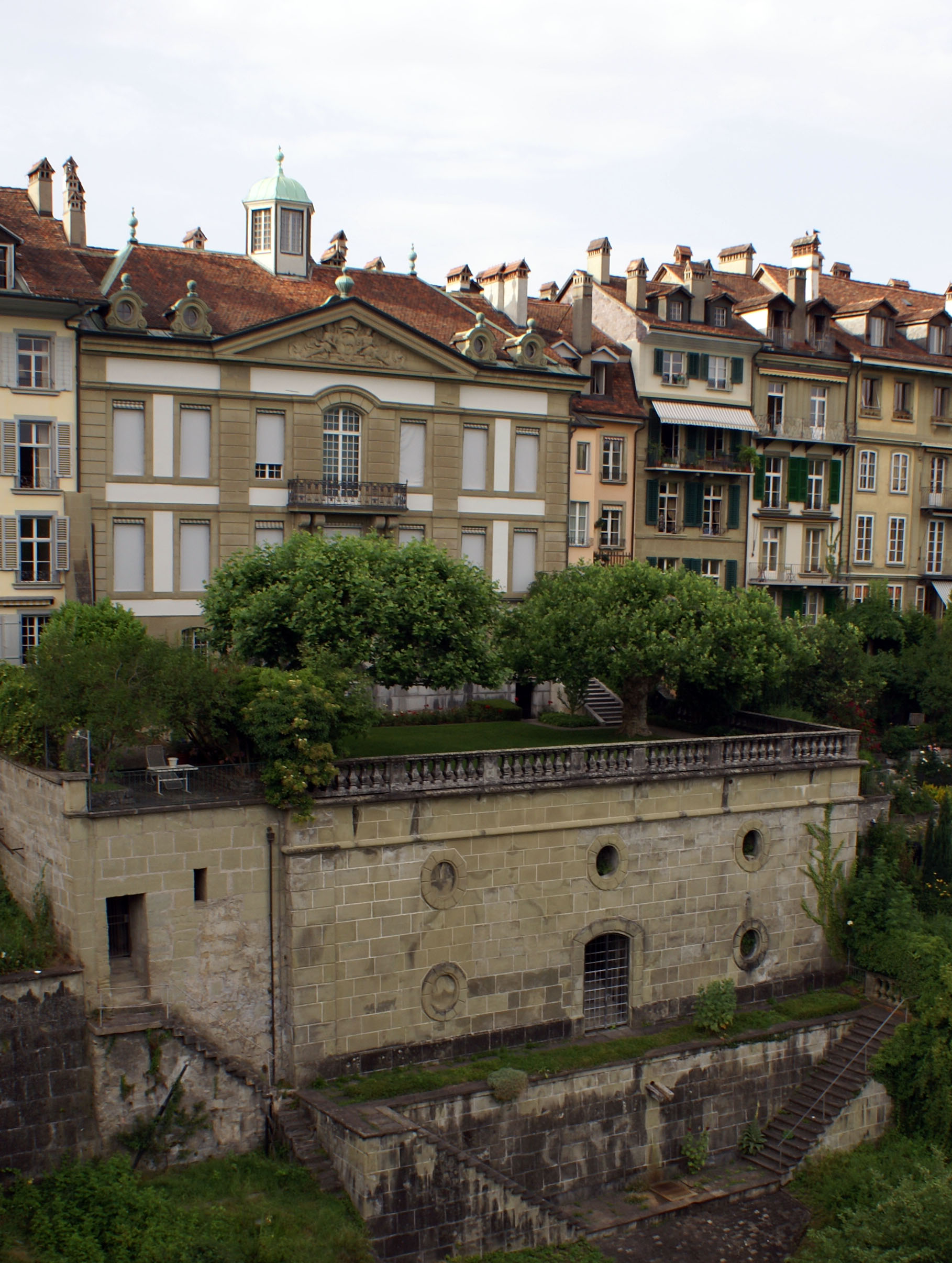
Frisching-Haus in Bern, 1529 erworben, heute Béatrice-von-Wattenwyl-Haus

Sein Sohn Hans Frisching (I.) war um 1500 Söldnerführer einer Kompanie von Reisläufern in der Lombardei. Dessen Sohn Hans Frisching II. (1486–1559) führte ebenfalls verschiedene Reisläufertruppen und wurde 1536 Landvogt zu Moudon, 1542 gelangte er in den Kleinen Rat der Stadt und Republik Bern. In Lausanne setzte er als Landvogt ab 1546 die Einführung der Reformation durch. 1529 erwarb er in Bern das ehemalige Sässhaus des Klosters Frienisberg, das seither Frisching-Haus hiess, das heutige Béatrice-von-Wattenwyl-Haus. Es war über viele Generationen der Stadtsitz der Patrizierfamilie. 1554 erwarb er die Herrschaft Daillens.
Von 1705 bis 1706 liess der Schultheiss von Bern Samuel Frisching das gotische Frisching-Haus um einen südlich vorgelagerten barocken Trakt mit Gartenterrasse erweitern und die Obergeschosse ebenfalls umbauen. Bereits 1684 hatte er das Schloss Rümligen erworben, das er von einer Burg in ein Barockschloss umwandelte. Schloss Rümligen und das Frisching-Haus gehörten später seinem Enkel Rudolf Emanuel Frisching (1698–1780), der sich 1727 mit Anna Margaretha von Wattenwyl verheiratete. Mit ihm erlosch der Zweig der Frisching von Rümligen, seine einzige Tochter Margarethe Frisching (1773–1813) heiratete 1746 einen Cousin aus dem seit 1719 auf Schloss Wil ansässigen Familienzweig, Johann Rudolf von Frisching (1761–1838), Sohn des Franz Rudolf Frisching. Nach Johann Rudolfs Tod im Jahre 1838 fiel das Schlossgut Rümligen an seine Tochter Alette Sophie Rosine von Frisching und deren Ehegatten Friedrich Ludwig von Wattenwyl. Später kam es in den Besitz ihrer Urenkelin Elisabeth de Meuron.
Ausserdem besass die Familie im 18. und frühen 19. Jahrhundert Schloss Bremgarten und die Campagne Morillon bei Bern.
Die Familie nahm 1783 das Adelsprädikat „von“ an – zusätzlich zu der seit dem Erwerb der Grundherrschaften der Frisching zu Rümligen und der Frisching zu Wyl über dem Widderwappen geführten Adelskrone, nachdem der Grosse Rat ein Dekret erlassen hatte, wonach allen regimentsfähigen geschlechteren von Bern erlaubt und freigestellt sei, das Adelsprädikat zu führen. Damit gehörte sie zu den 16 der regierenden Geschlechter, die bis 1798 dauerhaft davon Gebrauch machten (siehe auch: Patriziat (Bern), Adel in der Schweiz, Adelsrecht in der Schweiz).
Bis in die Gegenwart leben noch namenstragende Nachfahren des Gabriel Rudolf Karl von Frisching (1831–1898), Bankier und schweizerischer Konsul in Frankfurt am Main, der 1868 Maria von Bethmann (1843–1896) heiratete, eine Tochter des Bankiers Moritz Freiherr von Bethmann. Als Berner Residenz baute er sich das Haus im heutigen Theodor-Kocher-Park aus (Kochervilla, heute Haus der Universität Bern, Schlösslistrasse 5). Ein Nachkomme war Simon Moritz Lucien von Frisching (1873–1932), Bankier in Paris.

## Personen
- Hans Frisching II. (1486–1559), Söldnerführer, Landvogt, Kleinrat zu Bern

Älterer Zweig
- Gabriel Frisching (1656–1735), Schultheiss von Burgdorf BE (Schloss Burgdorf), Mitglied des Kleinen Rats, Zeugherr, Venner
- Vincenz Frisching (1654–1728), Landvogt zu Chillon (Schloss Chillon)
- Albrecht Frisching, Landvogt zu Gottstatt (Kloster Gottstatt)
- Vincenz Frisching (1727–1790), Offizier, Mitglied des Grossen Rats, Gutsbesitzer in Uttigen
- Franz Rudolf Frisching (1733–1807), bernischer Offizier, Politiker und Fayence-Fabrikant
- Karl Albrecht von Frisching (1734–1801), bernischer Politiker
- Samuel Rudolf Frisching (1746–1809), bernischer Offizier
- Johann Rudolf von Frisching (1761–1838), bernischer Politiker und Offizier, Bruder von Gabriel Friedrich von Frisching (1762–1844)
- Gabriel Friedrich von Frisching (1762–1844), Herr zu Wil, Präsident der Berner Stadtverwaltung
- Sophie von Wattenwyl geb. von Frisching (1792–1854), Gutsbesitzerin zu Rümligen und Wabern (Villa Morillon)
- Gabriel Rudolf Carl von Frisching (1831–1898), Mitinhaber des Bankhauses Gebrüder Bethmann in Frankfurt am Main, schweizerischer Konsul
- Friedrich Rudolf von Frisching (1833–1906), Berner Landschaftsmaler der Düsseldorfer Schule

Jüngerer Zweig (von Rümligen) † 
- Samuel Frisching (1605–1683), Schultheiss von Bern
- Samuel Frisching (1638–1721), Schultheiss von Bern
- Gabriel Frisching (1666–1741), Offizier und Bankier
- Johann Frisching (1668–1726), bernischer Offizier und Diplomat
- Susanna Margaretha Frisching geb. Stürler (1680–1740), Berner Patrizierin
- Rudolf Emanuel Frisching (1698–1780), bernischer Politiker und Offizier

## Bilder

Besitzungen und Familienaltertümer
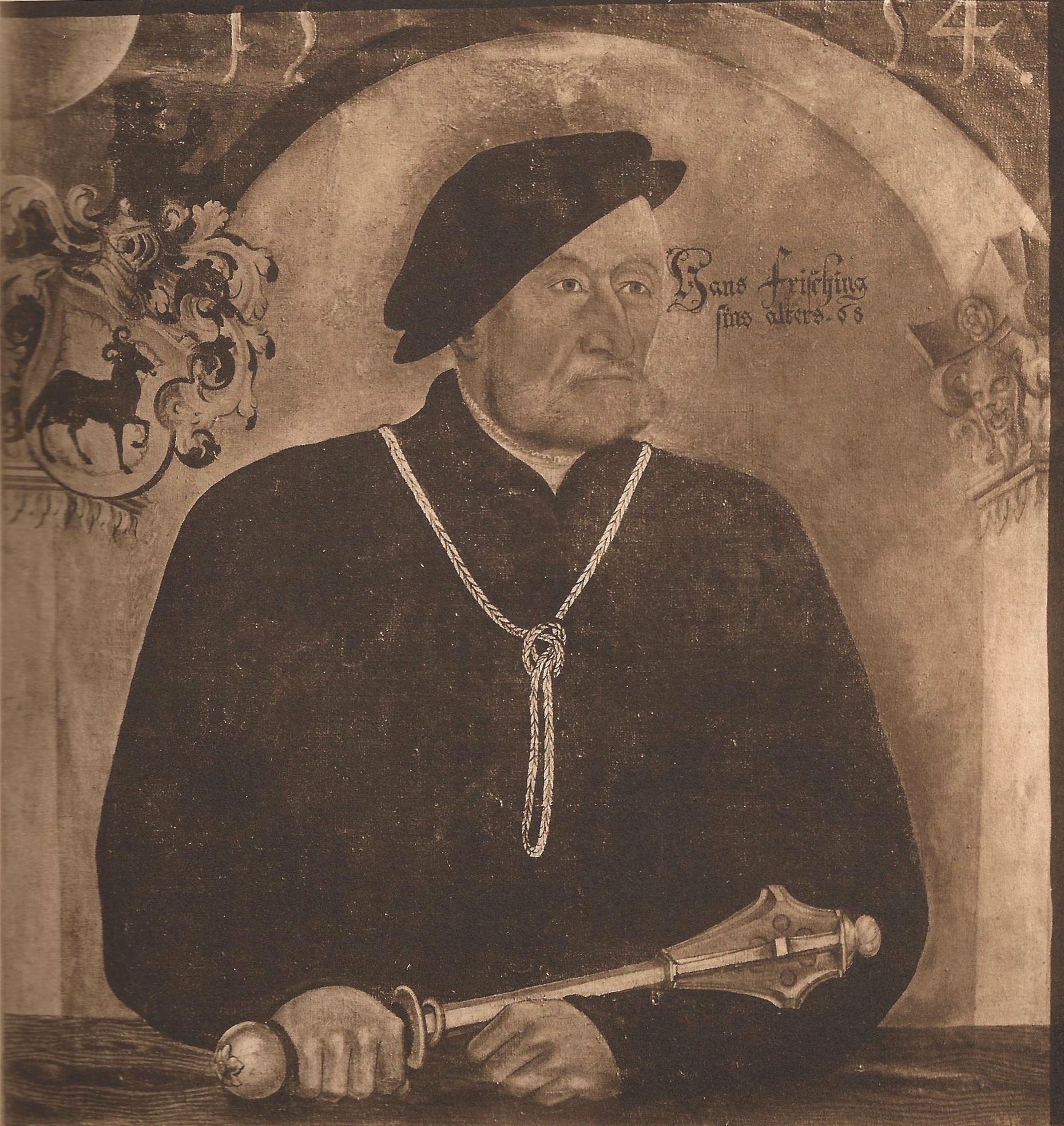
Porträt Hans Frisching II. (1486–1559)
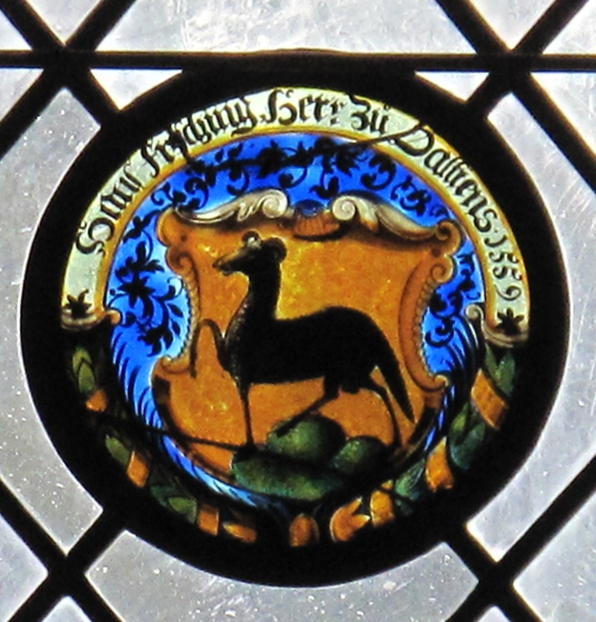
Glasscheibe für Hans Frisching im Berner Münster (1559)
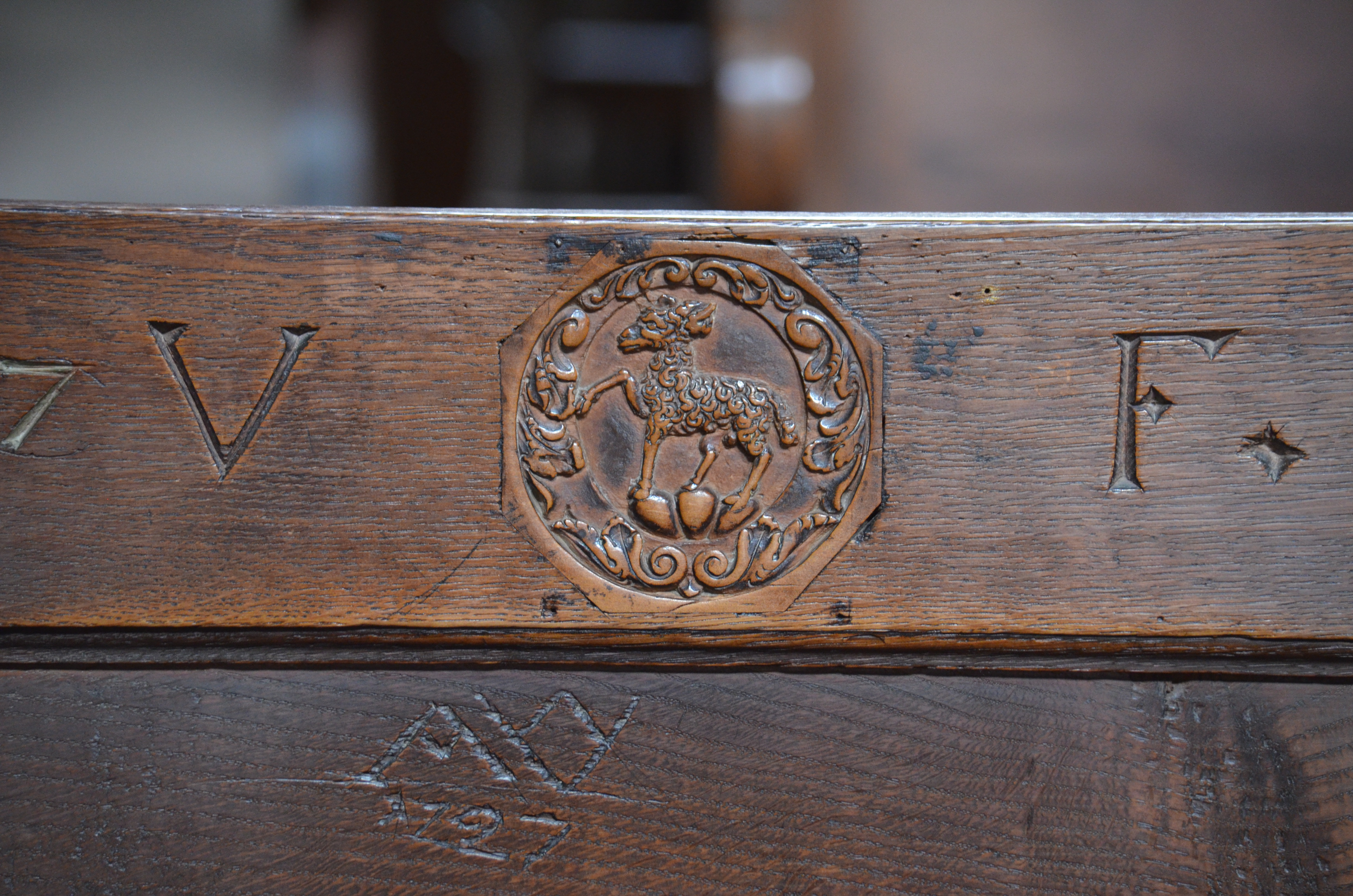
Kirchenortschild für Vincenz Frisching im Berner Münster (um 1600)
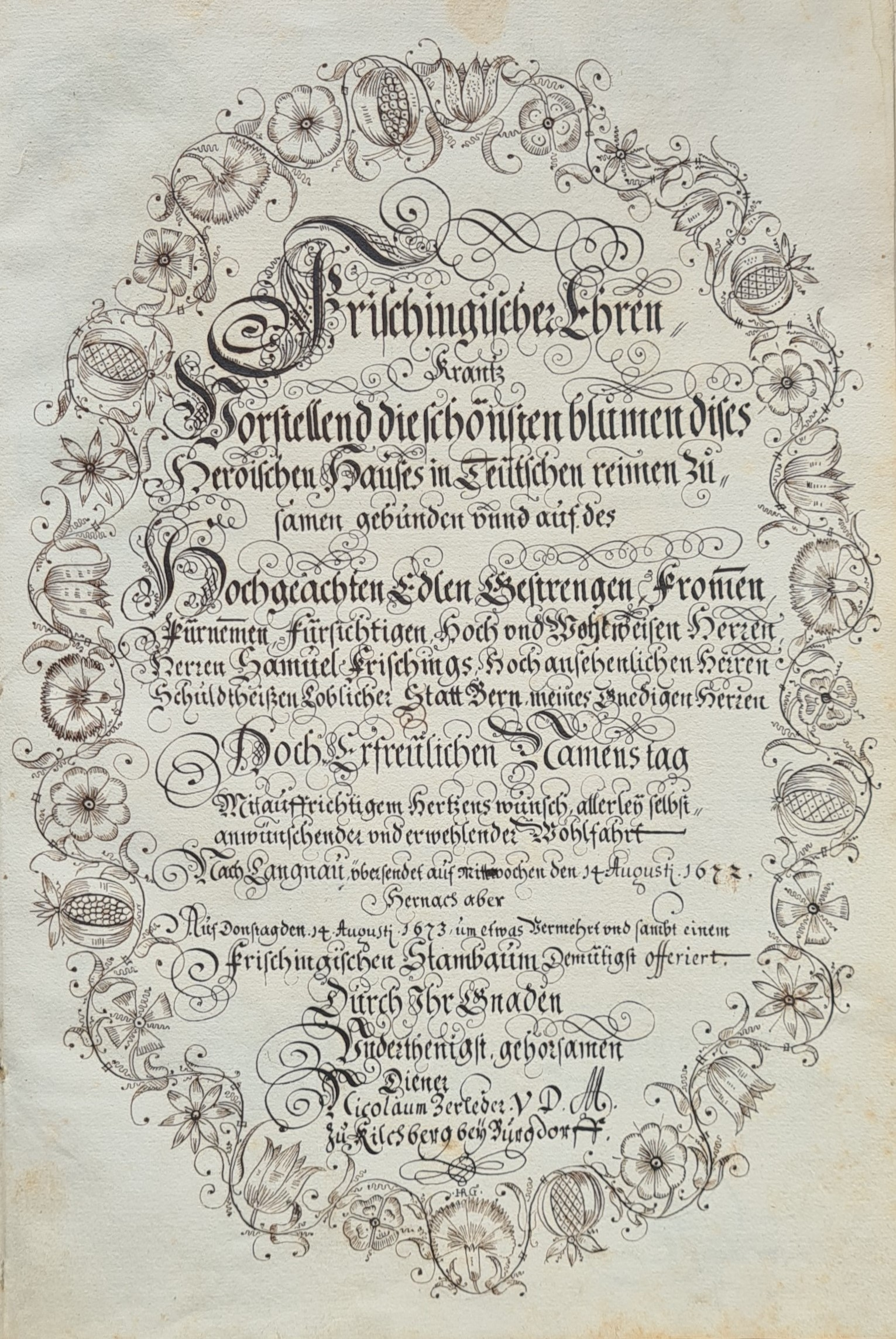
Titelblatt des Namenstagswunsches für Samuel Frisching I. (1673)
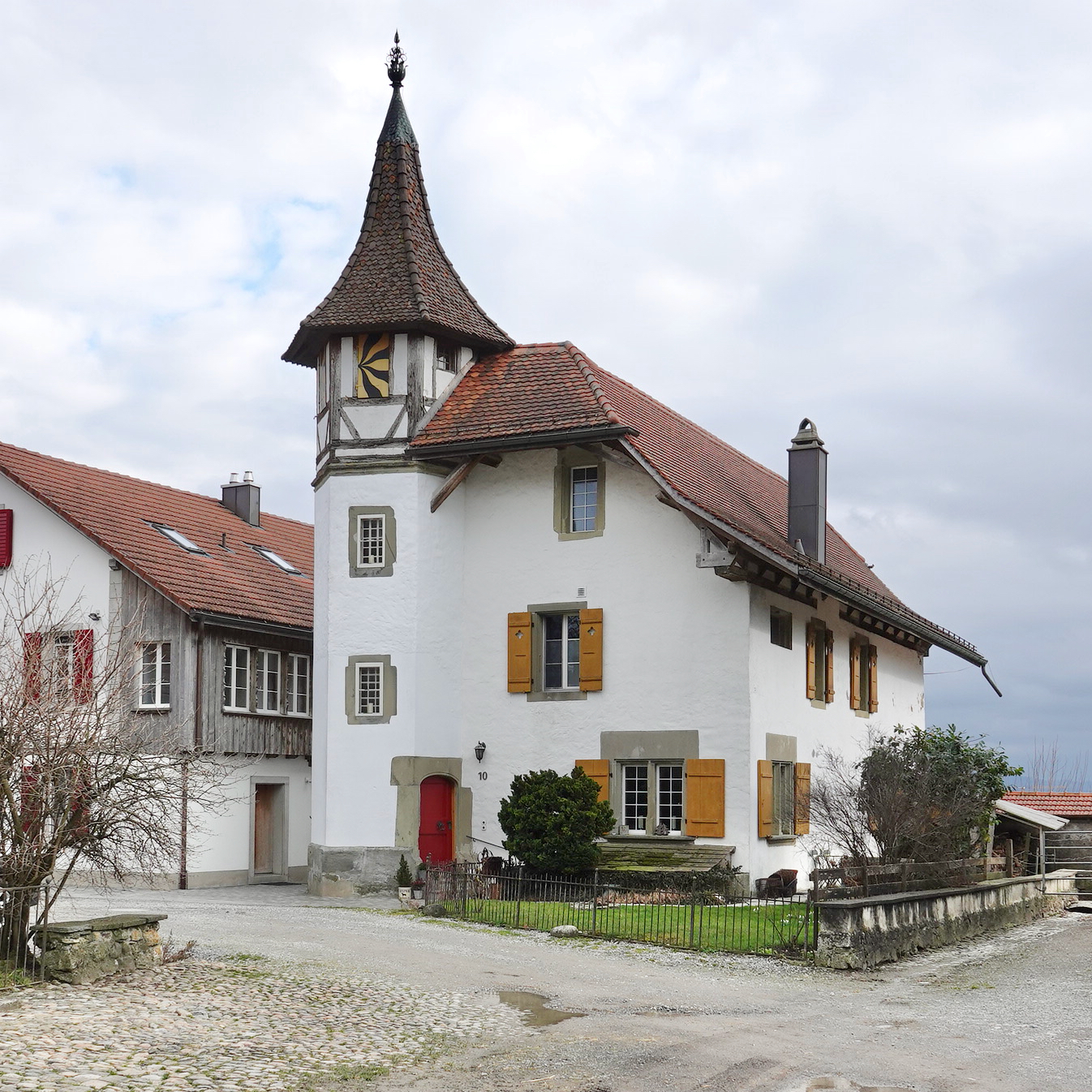
Schlössli Bühlikofen
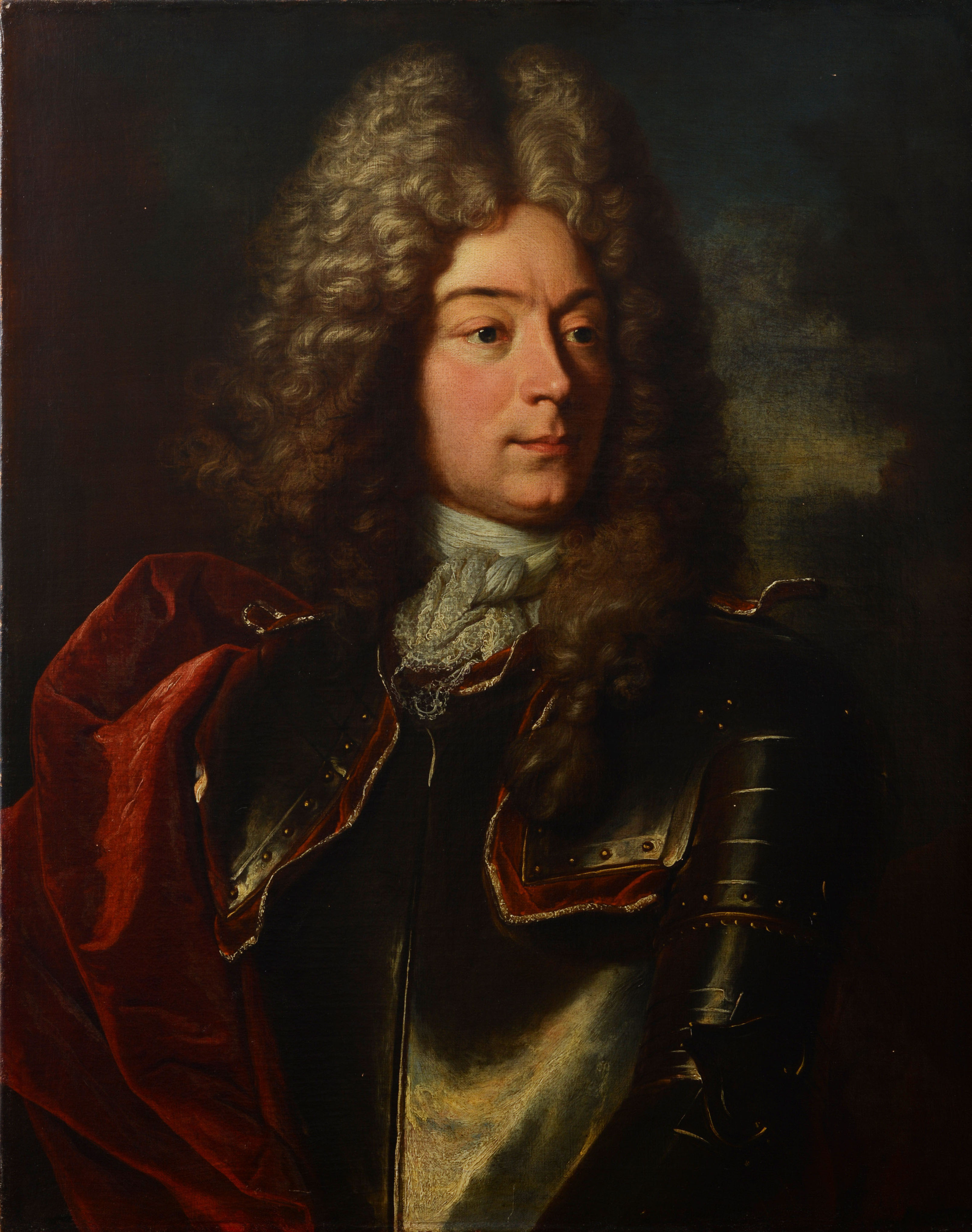
Porträt Johann Frisching, von Hyacinthe Rigaud (1698)
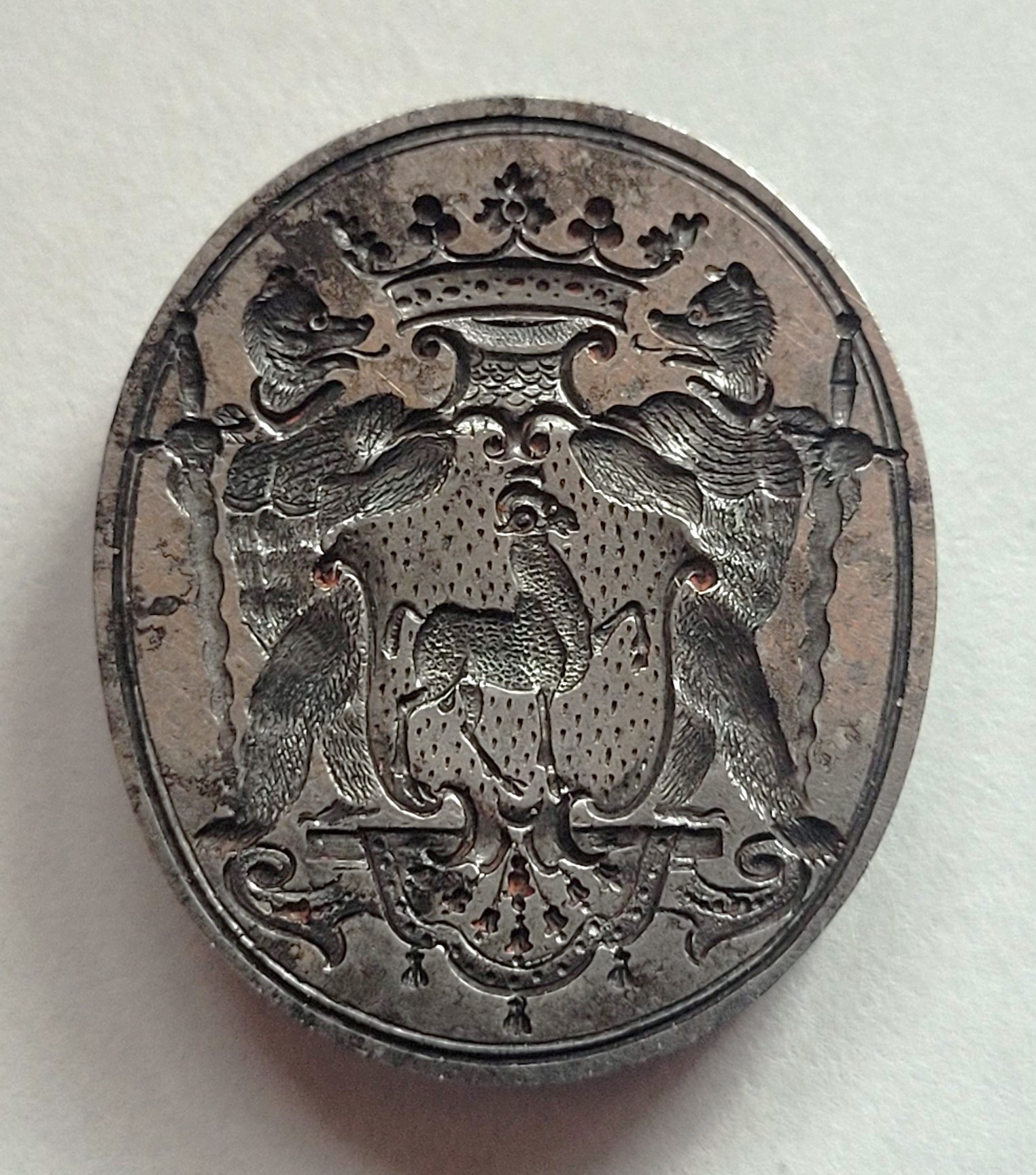
Petschaft für Samuel Frisching II. (um 1710)
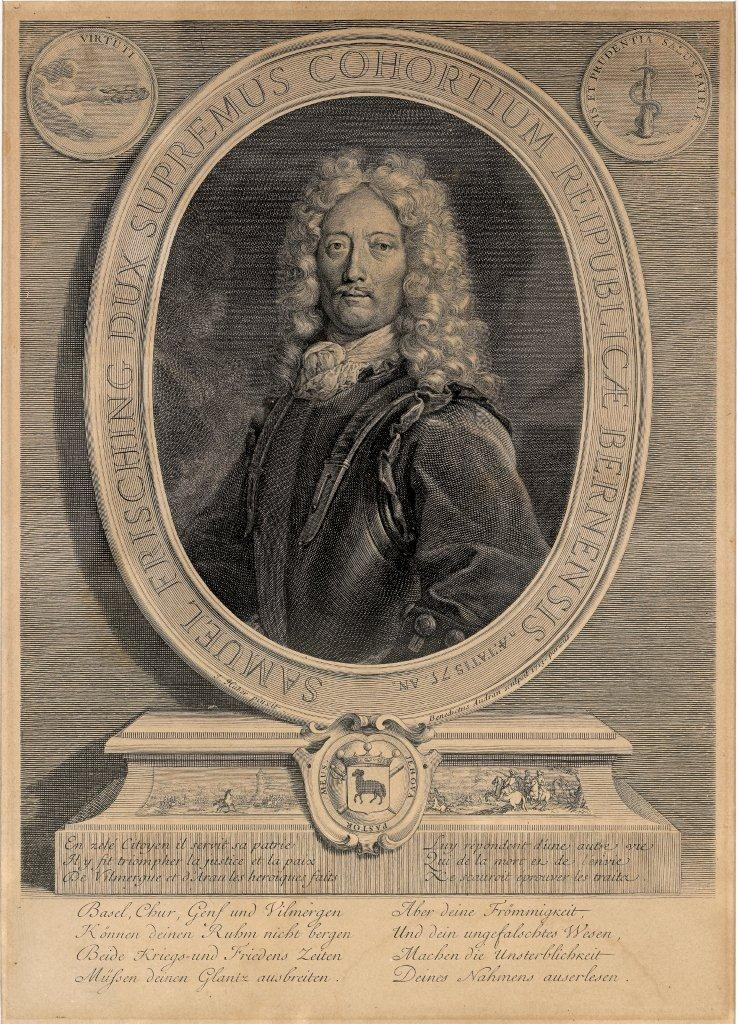
Porträt Samuel Frisching II., von Benoît Audran (um 1713)
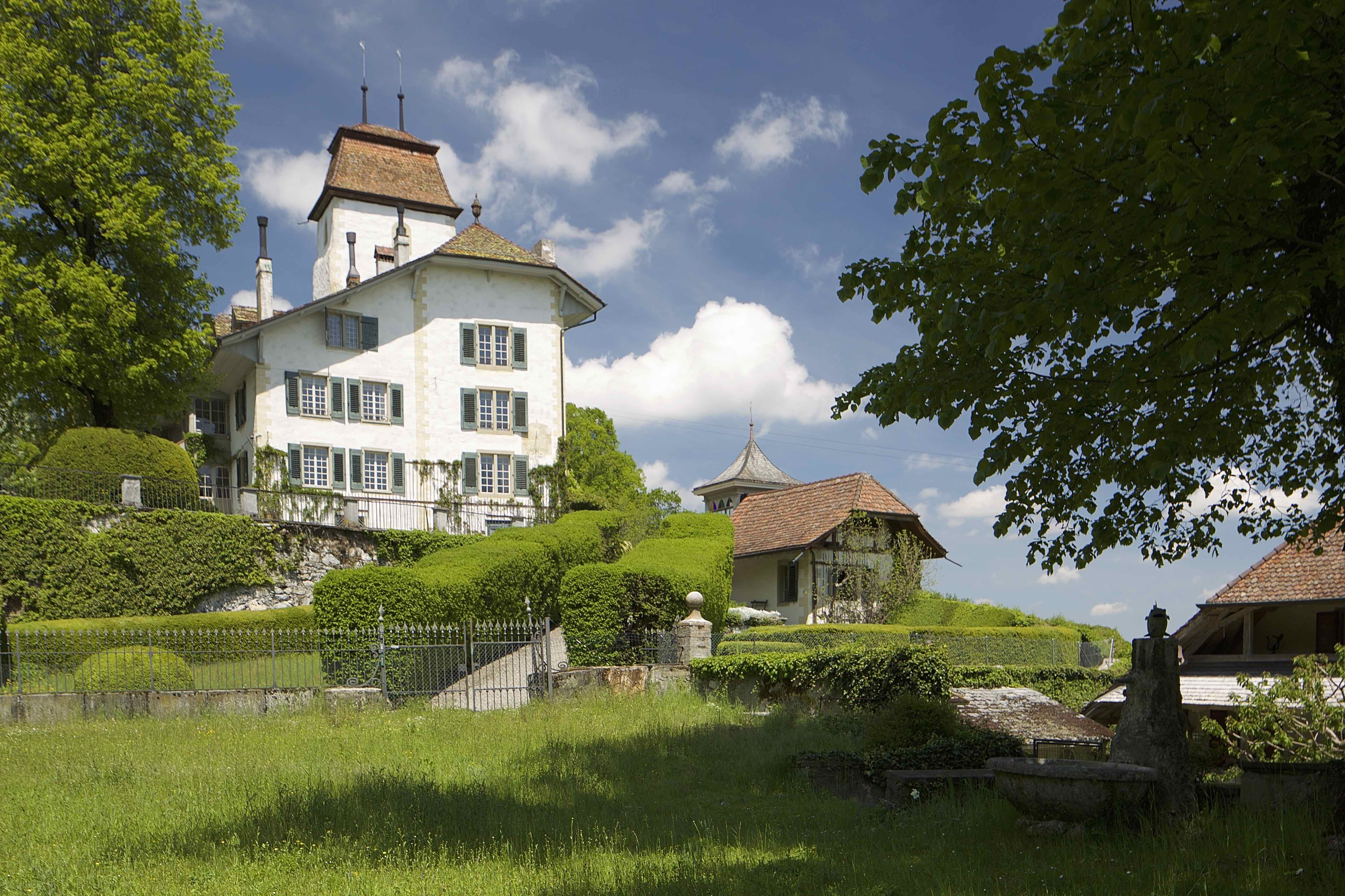
Schloss Rümligen (2019)
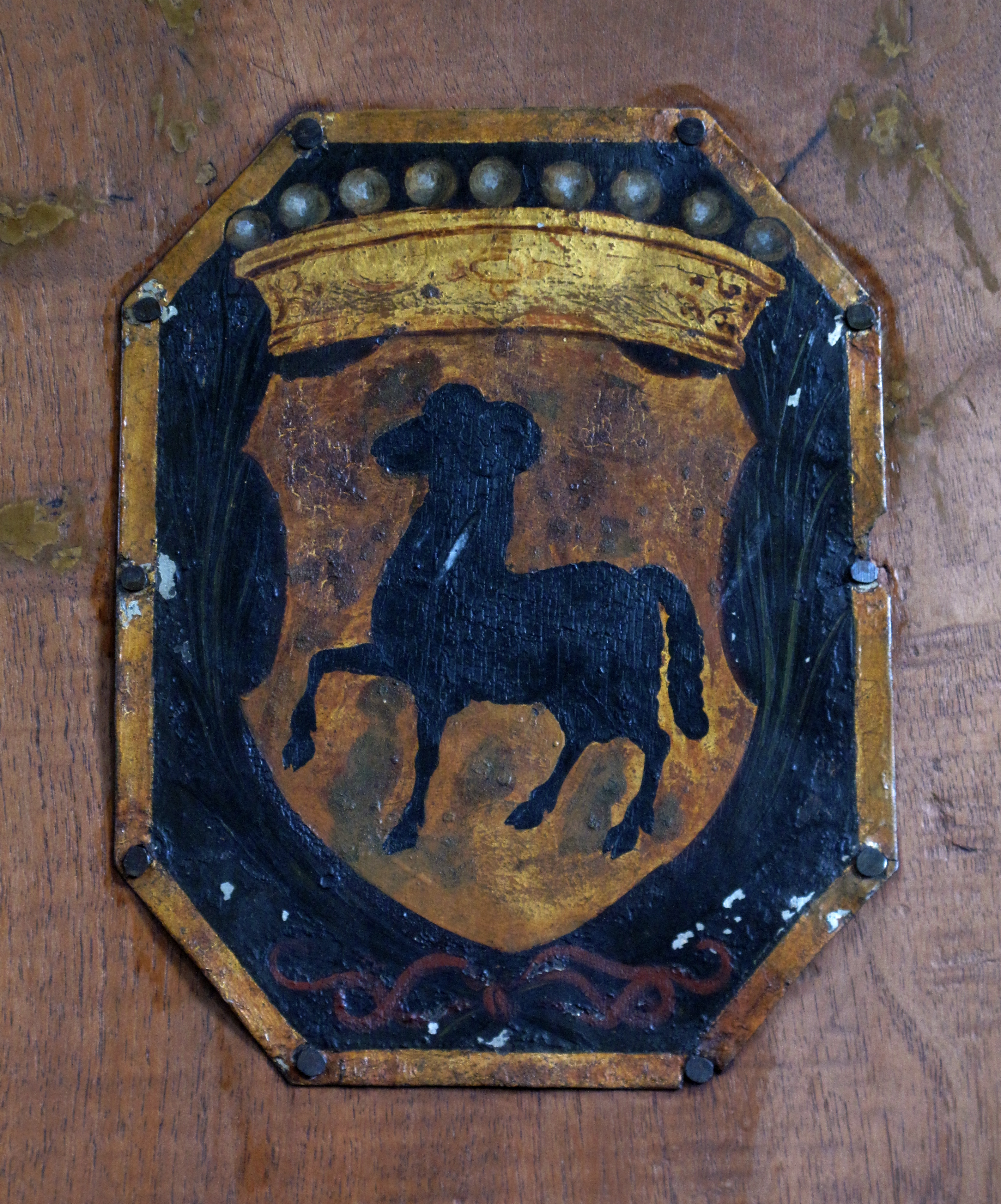
Kirchenortschild in Kirchenthurnen bei Rümligen (um 1750)
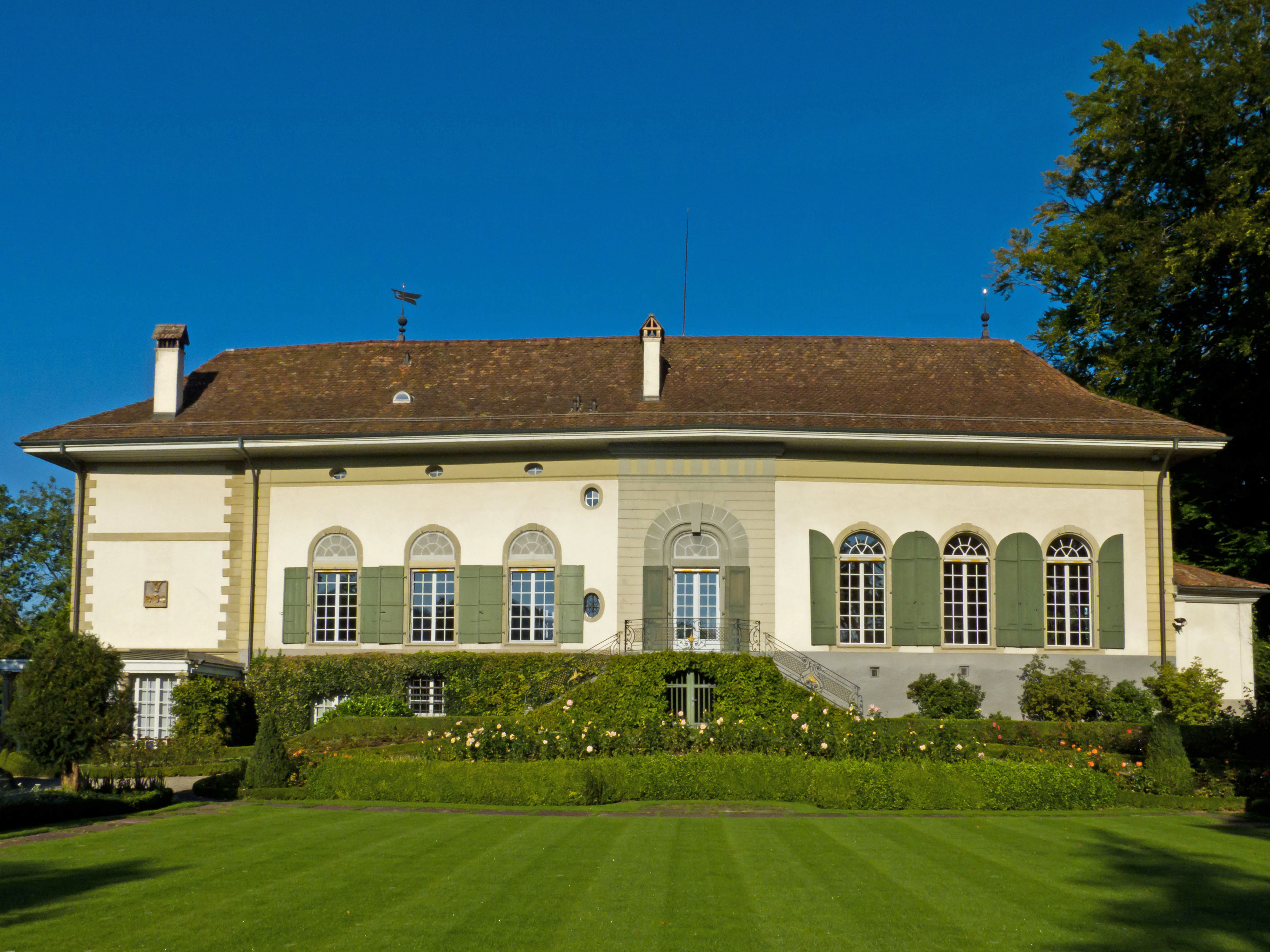
Schloss Bremgarten
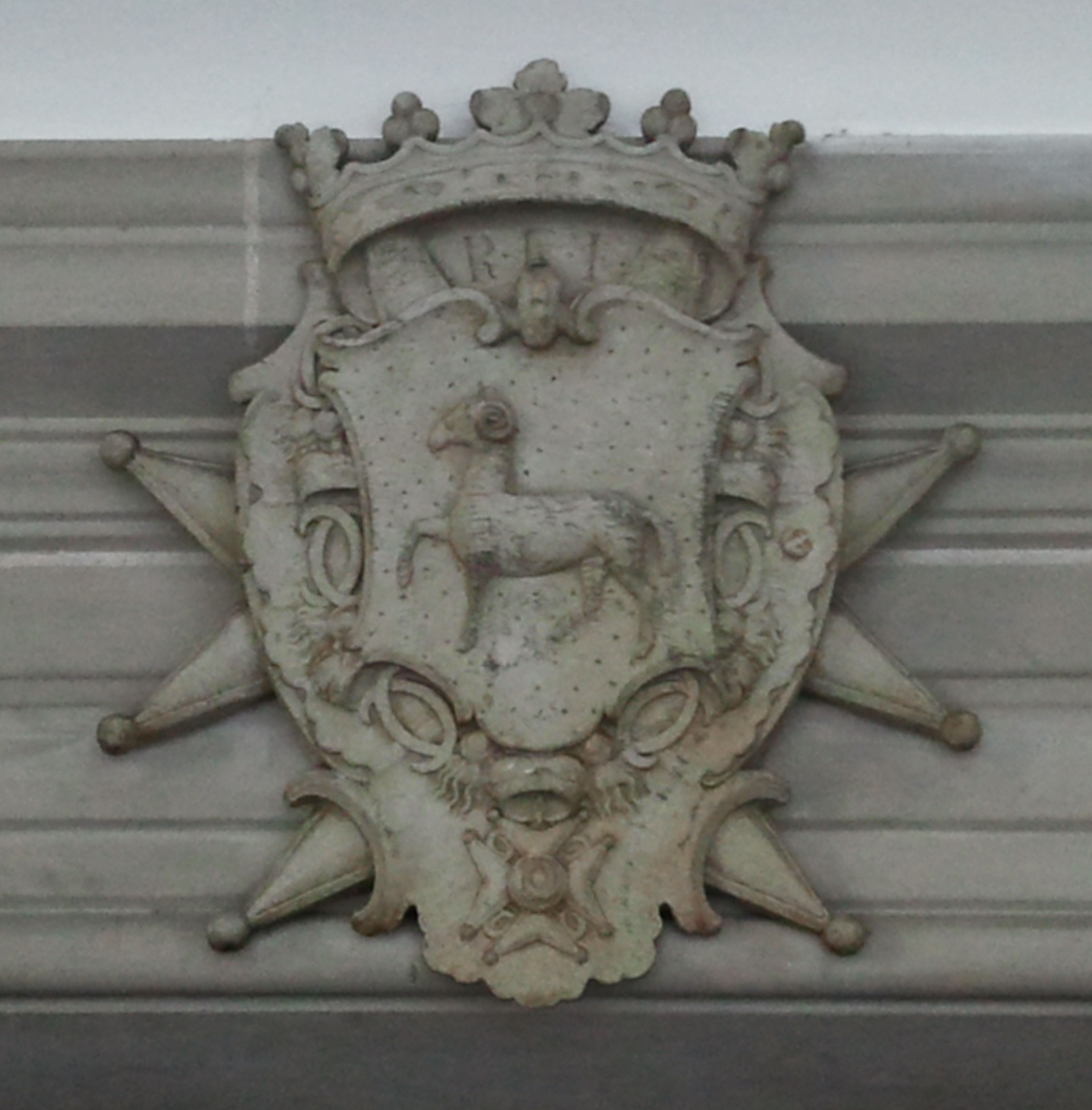
Wappen für Rudolf Emanuel Frisching am Berner Frisching-Haus
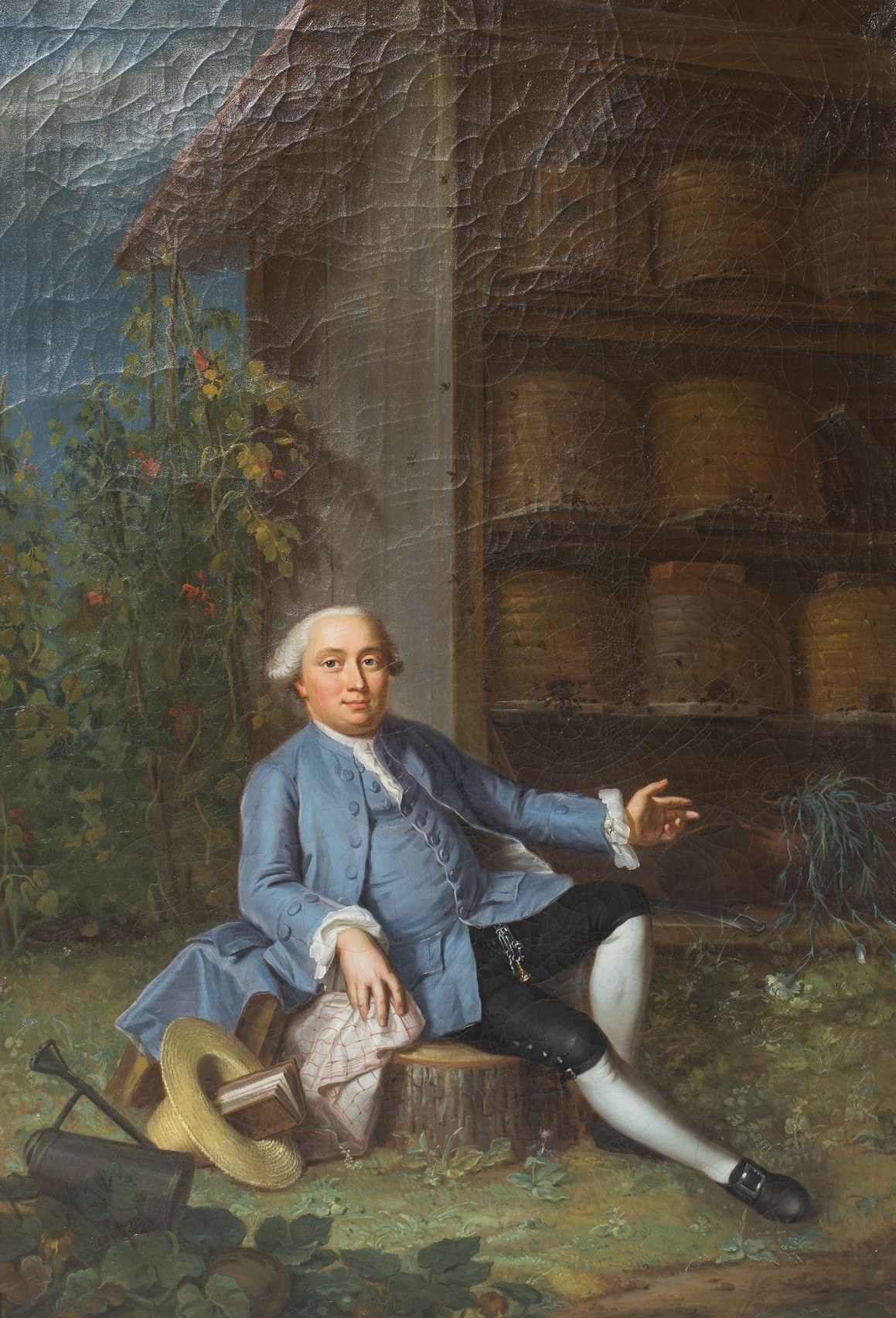
Porträt Vincenz Frisching, von Emanuel Handmann (1761)
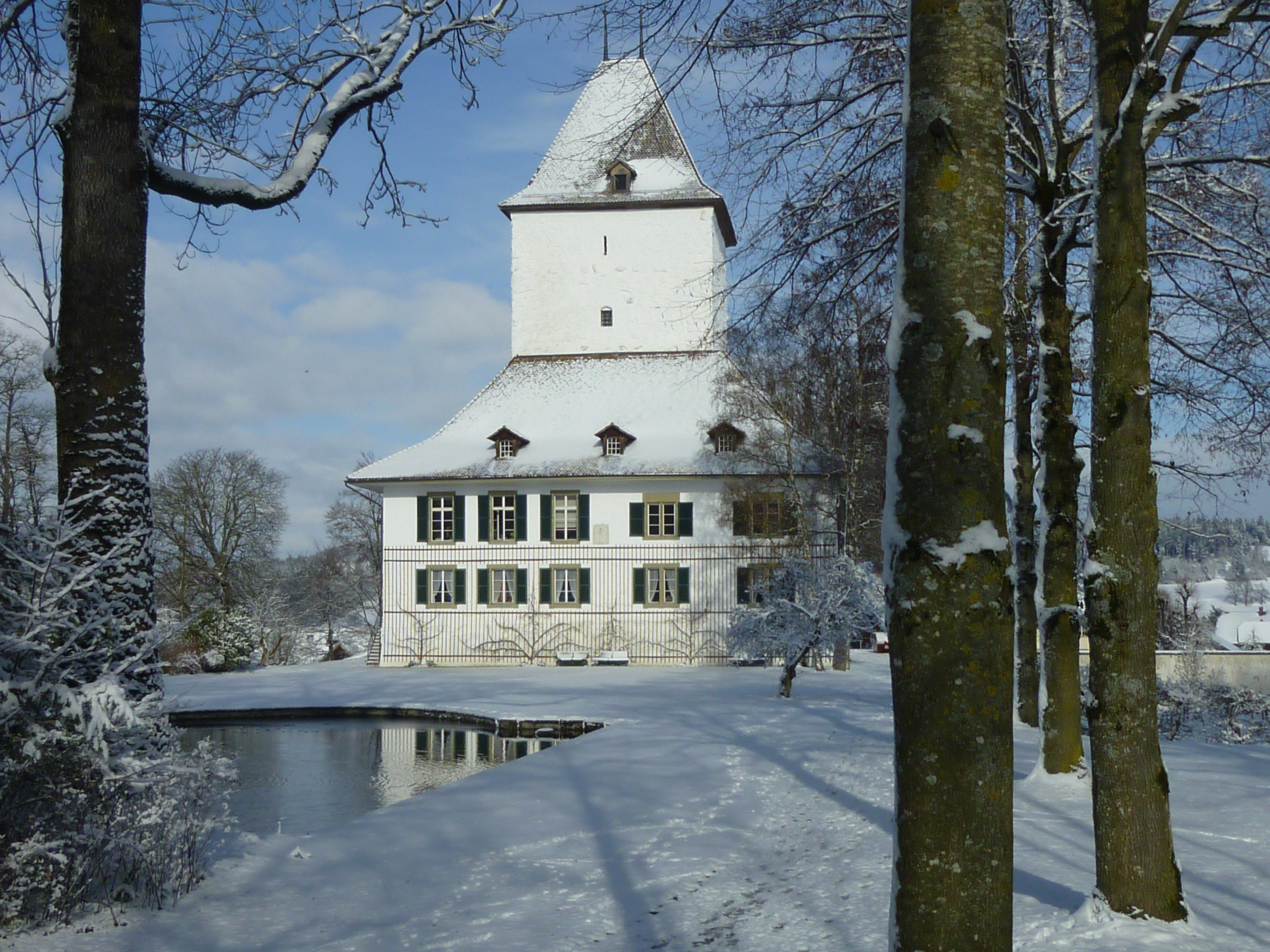
Schloss Wil
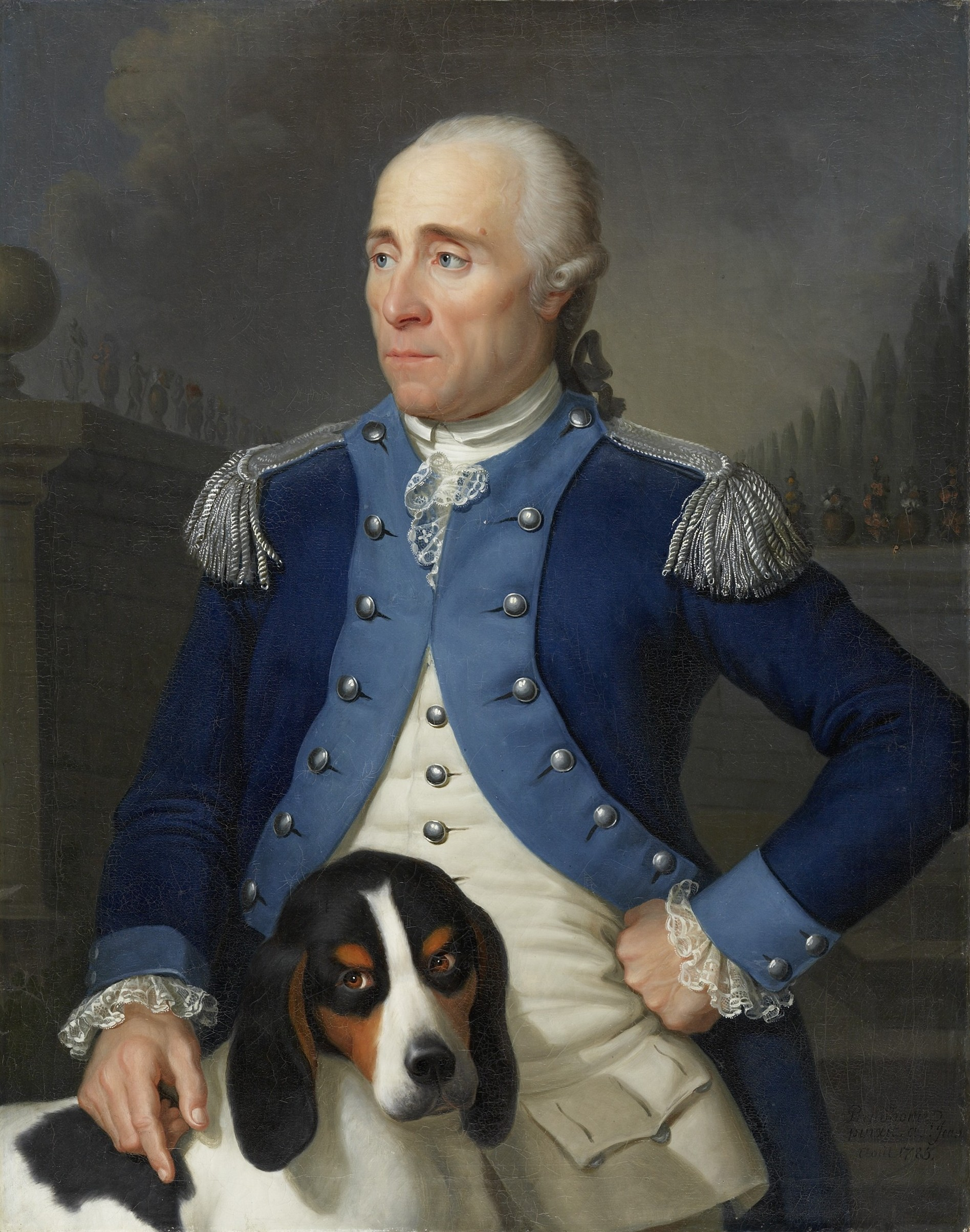
Porträt Franz Rudolf Frisching, Porträt von Jean Preudhomme (1785)
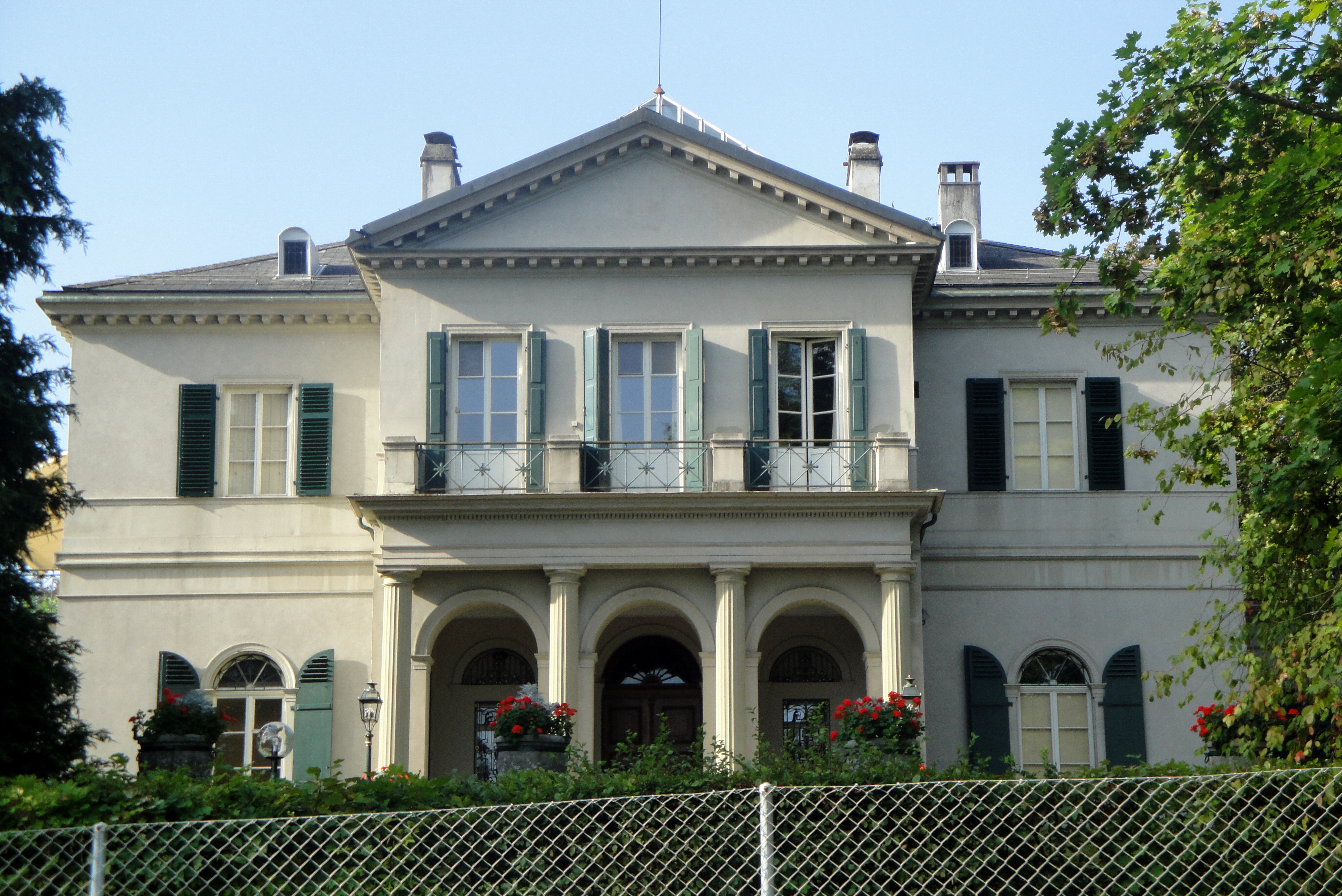
Villa Morillon in Wabern bei Bern
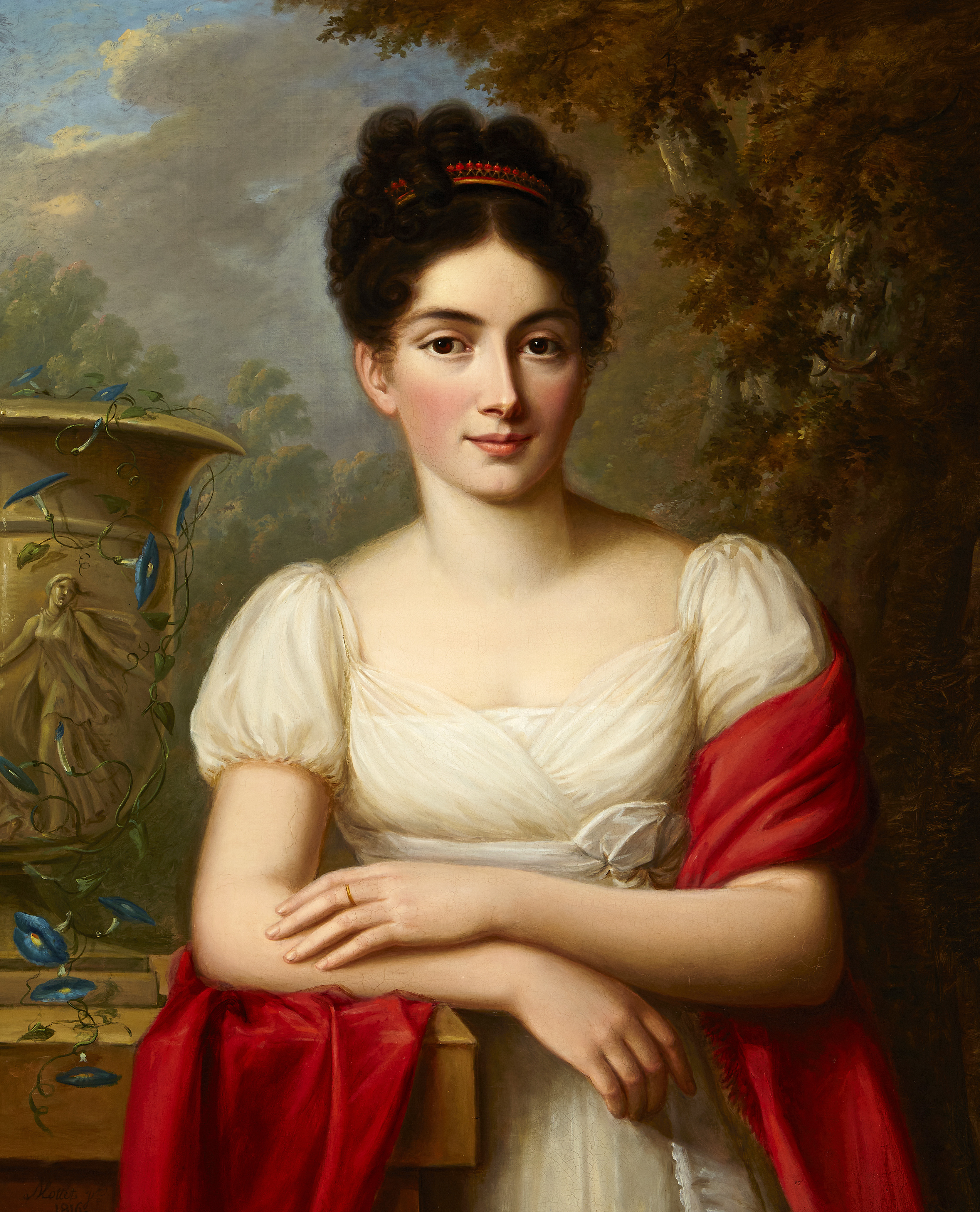
Porträt Alette Rosina Sophie von Frisching, von Johann Daniel Mottet (1816)